# Keratozystischer odontogener Tumor
Eine odontogene Keratozyste, früher auch keratozystischer odontogener Tumor, oder Primordialzyste genannt, ist eine odontogene Zyste. Die Zyste ist ein mit einem mehrschichtigen verhornenden Plattenepithel ausgekleideter Hohlraum im Kieferknochen. Sie tritt bevorzugt im Unterkiefer (60–80 %) und häufiger bei Männern im zweiten, dritten und fünften Lebensjahrzehnt auf. Charakterisiert ist die Zyste durch ein lokal aggressives aber langsames Wachstum. Nach operativer Entfernung ist die Rezidivrate mit ca. 40–60 % hoch, was einerseits durch häufig vorhandene Tochterzysten (Satellitensystem) am Rand und andererseits durch postoperativ verbliebene Epithelreste erklärt wird. Es wird daher empfohlen, den benachbarten Knochen auszufräsen. Adjuvante Maßnahmen, z. B. Instillation von Carnoy-Lösung, scheinen die Rezidivrate zu mindern. Daher wird eine halbjährliche Nachkontrolle empfohlen.
Die Diagnose kann nur histologisch gestellt werden. Keratozystische odontogene Tumoren treten selten auf. Es ist aus einem keratozystischen odontogenen Tumor die Entwicklung eines Ameloblastoms möglich, eine maligne Entartung zu einem Plattenepithelkarzinom kommt sehr selten vor.
Multiple keratozystische odontogene Tumoren sind ein typisches Anzeichen für das Gorlin-Goltz-Syndrom.